# 合田正人
合田 正人（ごうだ まさと、1957年 - ）は、日本の哲学研究者。明治大学文学部長・教授。専門はエマニュエル・レヴィナスなど。日仏哲学会理事。

## 経歴
出生から修学期
1957年、香川県多度津町で生まれた。実家は船舶検査代行、ボート免許教室、船の販売・修理等を行う株式会社合田マリンエンジニアリングである。一橋大学社会学部で学び、卒業。パリ第8大学哲学科に留学。(旧)東京都立大学大学院人文科学研究科に進み、博士課程を中退。学生時代は鈴木道彦、足立和浩、野沢協らの指導を受けた。
哲学研究者として
琉球大学講師を経て、（旧)東京都立大学人文学部助教授に就任。2004年、首都大学東京への再編に反対して辞職し、明治大学文学部教授に就任。一橋大学大学院言語社会研究科非常勤講師も兼任。2017年より明治大学文学部長を務めた。
学界では、日仏哲学会理事、京都ユダヤ思想学会会長。

## 研究内容・業績
- エマニュエル・レヴィナスやウラジミール・ジャンケレヴィッチ、ユダヤ思想を研究。

## 著作
著書
- 『レヴィナスの思想：希望の揺籃』弘文堂 1988
  - 改題『レヴィナス：存在の革命へ向けて』ちくま学芸文庫 2000
- 『レヴィナスを読む：「異常な日常」の思想』日本放送出版協会(NHKブックス) 1999
  - 改訂版・ちくま学芸文庫 2011
- 『ジャンケレヴィッチ：境界のラプソディー』みすず書房 2003
- 『サルトル 「むかつき」：ニートという冒険』みすず書房(理想の教室) 2006
- 『吉本隆明と柄谷行人』PHP新書 2011
- 『心と身体に響く、アランの幸福論』宝島社 2012
- 『NHK 100分de名著ブックス アラン 幸福論』NHK出版 2012
- 『幸福の文法　幸福論の系譜、わからないものの思想史』河出書房新社(河出ブックス) 2013
- 『田辺元とハイデガー　封印された哲学』PHP新書 2013
- 『思想史の名脇役たち：知られざる知識人群像』河出書房新社(河出ブックス) 2014
- 『フラグメンテ』法政大学出版局 2015
- 『入門ユダヤ思想』ちくま新書 2017
- 編著『顔とその彼方 レヴィナス『全体性と無限』のプリズム　明治大学人文科学研究所叢書』知泉書館 2014

### 訳書
- 『ハイデガーとヘブライの遺産：思考されざる債務』マルレーヌ・ザラデル（英語版）著、法政大学出版局 叢書・ウニベルシタス(以下略) 1995
- 『最初と最後のページ』ウラジーミル・ジャンケレヴィッチ（英語版）著、みすず書房 1996
- 『ベルクソン講義録』(全4巻) 谷口博史・江川隆男・高橋聡一郎共訳、法政大学出版局 1999-2001
- 『ユダヤ哲学：聖書時代からフランツ・ローゼンツヴァイクに至る』ユリウス・グットマン（英語版）著、みすず書房 2000
- 『ヒューム』ジル・ドゥルーズ,アンドレ・クレソン（フランス語版）著、ちくま学芸文庫 2000
- 『ユリシーズ・グラモフォン：ジョイスに寄せるふたこと』ジャック・デリダ著、中真生共訳、法政大学出版局 2001
- 『ヒューマニズムとテロル：共産主義の問題に関する試論』モーリス・メルロ＝ポンティ著、みすず書房 2002
- 『意識に直接与えられたものについての試論』アンリ・ベルクソン著、平井靖史共訳、くま学芸文庫 2002
- 『歴史の天使：ローゼンツヴァイク、ベンヤミン、ショーレム』ステファヌ・モーゼス（フランス語版）著、法政大学出版局 2003
- 『救済の解釈学：ベンヤミン、ショーレム、レヴィナス』スーザン・A. ハンデルマン著、田中亜美共訳、法政大学出版局 2005
- 『ムハンマドからマラーノへ』(反ユダヤ主義の歴史 2) レオン・ポリアコフ（英語版）著、筑摩書房 2005
- 『レヴィナスと政治哲学：人間の尺度』ジャン＝フランソワ・レイ著、荒金直人共訳、法政大学出版局 2006
- 『ひとつの土地にふたつの民：ユダヤ‐アラブ問題によせて』マルティン・ブーバー著、みすず書房 2006
- 『フッサール哲学における発生の問題』ジャック・デリダ著、荒金直人共訳、みすず書房 2007
- 『物質と記憶』アンリ・ベルクソン著、松本久共訳、ちくま学芸文庫 2007
- 『脳と心』ジャン＝ピエール・シャンジュー,ポール・リクール著、三浦直希共訳） みすず書房 2008
- 『ユダヤ女ハンナ・アーレント：経験・政治・歴史』マルティーヌ・レイボヴィッチ著、法政大学出版局 2008
- 『レクチュール 政治的なものをめぐって』ポール・リクール著、みすず書房 2009
- 『創造的進化』アンリ・ベルクソン著、松井久共訳、ちくま学芸文庫 2010
- 『20世紀ユダヤ思想家 来るべきものの証人たち』(全3巻) ピエール・ブーレッツ（フランス語版）著、柿並良佑・渡名喜庸哲・藤岡俊博・三浦直希共訳、みすず書房 2011-2013
- 『限りある思考』ジャン＝リュック・ナンシー著、法政大学出版局 2011
- 『ドゥルーズ 経験不可能の経験』ジャン＝クレ・マルタン著、河出文庫 2013
- 『限界の試練：デリダ、アンリ、レヴィナスと現象学』フランソワ＝ダヴィッド・セバー著、法政大学出版局 2013
- 『エクリチュールと差異 （新訳）』ジャック・デリダ著、谷口博史共訳、法政大学出版局 2013
- 『道徳と宗教の二つの源泉』アンリ・ベルクソン著、小野浩太郎共訳、ちくま学芸文庫 2015
- 『笑い』アンリ・ベルクソン著、平賀裕貴共訳、ちくま学芸文庫 2016
- 『ウィトゲンシュタインと言語の限界』ピエール・アド、古田徹也解説、講談社選書メチエ 2022
- 『泉々』ジャンケレヴィッチ、みすず書房 2023

レヴィナス
- エマニュエル・レヴィナス『超越・外傷・神曲』内田樹共編訳、国文社 1986
- レヴィナス『全体性と無限：外部性についての試論』国文社 1989
- レヴィナス『存在するとは別の仕方であるいは存在することの彼方へ』朝日出版社 1990
  - 改題『存在の彼方へ』講談社学術文庫 1999
- レヴィナス『われわれのあいだで：《他者に向けて思考すること》をめぐる試論』谷口博史共訳、法政大学出版局 1993、新装版 2015
- レヴィナス『諸国民の時に』法政大学出版局 1993
- レヴィナス『神・死・時間』ジャック・ロラン（英語版）編、法政大学出版局 1994
- レヴィナス『固有名』みすず書房 1994
- レヴィナス『聖句の彼方 タルムード：読解と講演』法政大学出版局 1996、新装版 2014
- レヴィナス『歴史の不測：付論・自由と命令、超越と高さ』ピエール・アヤ編、谷口博史共訳、法政大学出版局 1997
- レヴィナス『外の主体』みすず書房 1997
- 『レヴィナス・コレクション』編訳、ちくま学芸文庫 1999
- レヴィナス『他性と超越』 ピエール・アヤ編、松丸和弘共訳、法政大学出版局 2001
- レヴィナス『貨幣の哲学』ロジェ・ビュルグヒュラーヴ（オランダ語版）編、法政大学出版局 2003、新装版 2014